# Donzenac
Donzenac este o comună în departamentul Corrèze din centrul Franței. În 2009 avea o populație de 2.492 de locuitori.

## Evoluția populației
| An        | 1975  | 1982  | 1990  | 1999  | 2006  | 2009  |
| --------- | ----- | ----- | ----- | ----- | ----- | ----- |
| Populație | 1.795 | 1.908 | 2.050 | 2.147 | 2.359 | 2.492 |